# Nuno Villafane
Nuno Villafane (Valladolid, 2007) es un deportista español que compite en gimnasia en la modalidad de trampolín doble mini. Ganó una medalla de oro en el Campeonato Europeo de Gimnasia en Trampolín de 2024, en la prueba por equipo.

## Palmarés internacional
| Campeonato Europeo | Campeonato Europeo   | Campeonato Europeo | Campeonato Europeo |
| Año                | Lugar                | Medalla            | Prueba             |
| ------------------ | -------------------- | ------------------ | ------------------ |
| 2024               | Guimarães (Portugal) | Medalla de oro     | Equipo             |